# Eccidio di Castelletto sopra Ticino
L'eccidio di Castelletto sopra Ticino è stata una strage fascista avvenuta il 1º novembre 1944 nell'omonimo comune in provincia di Novara ad opera dei militi della Xª Flottiglia MAS.

## Antefatti
La sera del 28 ottobre 1944 presso l'imbarcadero di Castelletto sopra Ticino un tenente di vascello della Xª Flottiglia MAS fu catturato e successivamente ucciso dai partigiani. Una volta scoperto il cadavere, i fascisti piombarono nel piccolo comune novarese e prelevarono sedici uomini sospettati di appartenere alla Resistenza locale. Dopo aver portato i prigionieri nella caserma della GNR di Sesto Calende, il tenente di vascello Ongarillo Ungarelli, già segnalatosi nella strage di Borgo Ticino del 13 agosto precedente chiese ed ottenne di prelevare da carcere di Arona un certo numero di ostaggi da giustiziare sul luogo dov'era avvenuto l'attacco al graduato della Xª Flottiglia MAS.

## La strage
La mattina del 1º novembre gli uomini della Xª Flottiglia MAS fecero irruzione a Castelletto sopra Ticino obbligando con le armi in pugno tutto il paese, donne e bambini compresi, a scendere in piazza. Più tardi la popolazione, ancora ignara di quanto sarebbe stata costretta da assistere di lì a poco, fu portata fino all'imbarcadero. Nel frattempo, dall'antistante paese di Sesto Calende, giunse un battello con a bordo un plotone di militi, un sacerdote ed un gruppo di sei uomini legati provenienti dal carcere di Arona. Una volta fatti sbarcare i sei, tutti garibaldini catturati nel corso di un rastrellamento, vennero fatti sedere su delle sedie con la faccia rivolta al muro. L'ufficiale che dirigeva il plotone d'esecuzione, il tenente di vascello Ungarelli, annunciò quindi la commutazione ai lavori al più giovane dei sei prigionieri in quanto minorenne. Dopo che i militi Xª Flottiglia MAS ebbero fatto fuoco e l'ufficiale ebbe sparato un colpo in testa a ciascun condannato la popolazione fu fatta sfollare.

## Vittime
- Luigi Barbieri "Vigevano", classe 1900, di Vigevano;
- Teresio Clari "Aldo", classe 1914, di Torino;
- Ernesto Colombo, classe 1926, di Milano;
- Sergio Gamarra "Tom", classe 1925, di Invorio;
- Luciano Lagno "Barbis", classe 1921, di Bogogno.

## Monumenti ed omaggi
Lo spiazzo dove fu perpetrata la strage è stato ribattezzato "piazzale Cinque Martiri". Nel 1984 è stato inaugurato sul luogo dell'eccidio un monumento in ricordo dei partigiani fucilati, per opera dell'artista locale Enrico Barberi, specializzato nell'arte dello sbalzo del rame. 